# Abderrahmane Meziane
Abderrahmane Meziane Bentahar (Médéa, 7 de março de 1994) é um futebolista profissional argelino que atua como atacante, atualmente defende o USM Alger.

## Carreira

### Rio 2016
Abderrahmane Meziane fez parte do elenco da Seleção Argelina de Futebol nas Olimpíadas de 2016.